# Murhijärvi
Murhijärvi är en sjö i Finland. Den ligger i kommunen Suomussalmi i landskapet Kajanaland, i den östra delen av landet, 600 km nordost om huvudstaden Helsingfors. Murhijärvi ligger 224,2 meter över havet. Den ligger vid sjön Pieni Murhijärvi. Den är 8,5 meter djup. Arean är 1,29 kvadratkilometer och strandlinjen är 7,9 kilometer lång. Sjön  ingår i Uleälvens huvudavrinningsområde. 
I övrigt finns följande i Iso-Kankainen:
- Saunasaari (en ö)
- Muikkusaari (en ö)